# Amphoridium cyathicarpum
Amphoridium cyathicarpum là một loài rêu trong họ Orthotrichaceae. Loài này được (Mont.) A. Jaeger mô tả khoa học đầu tiên năm 1874.